# Jaroslav Seifert

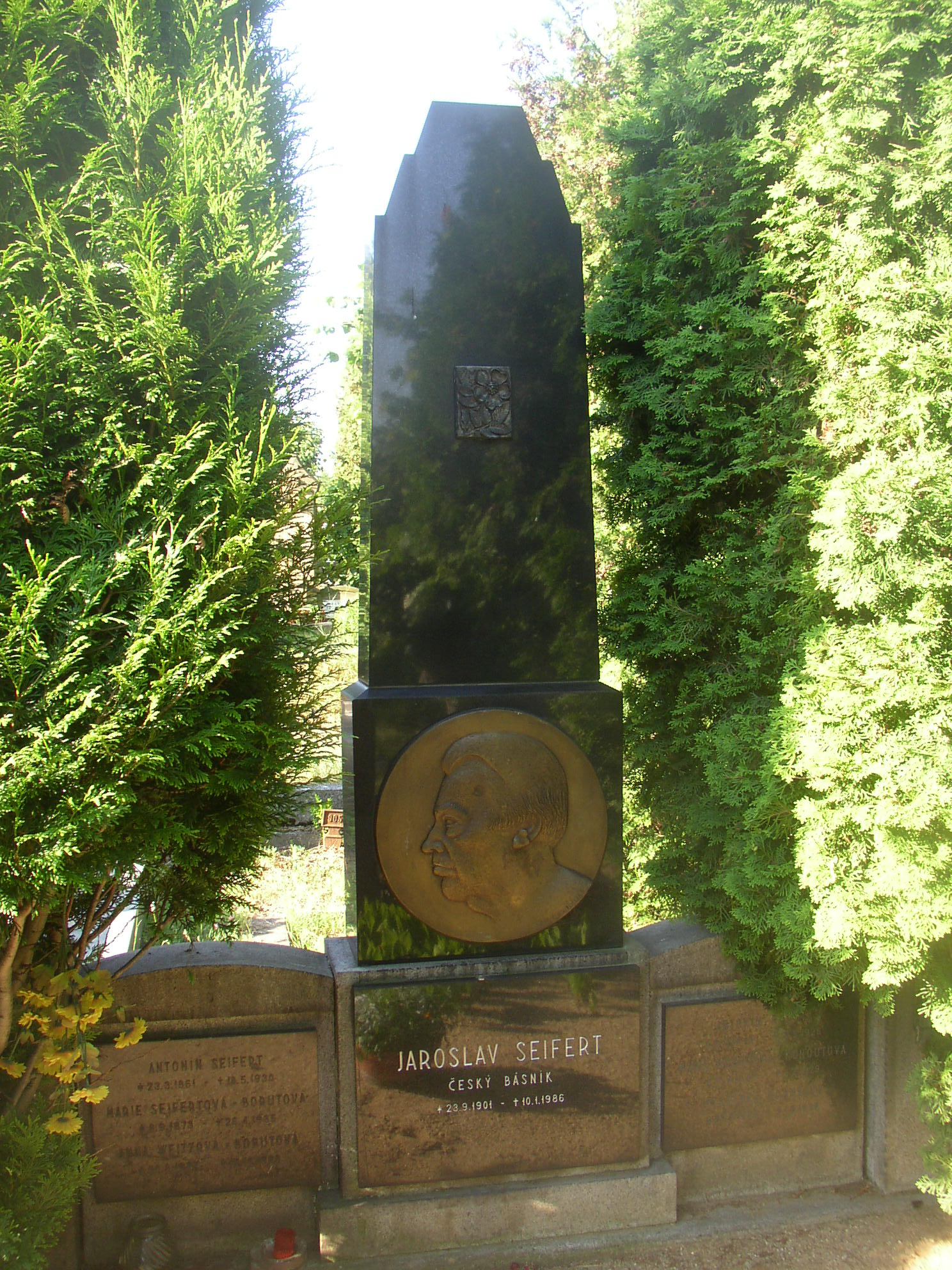
Hrob Jaroslava Seiferta v Kralupech nad Vltavou

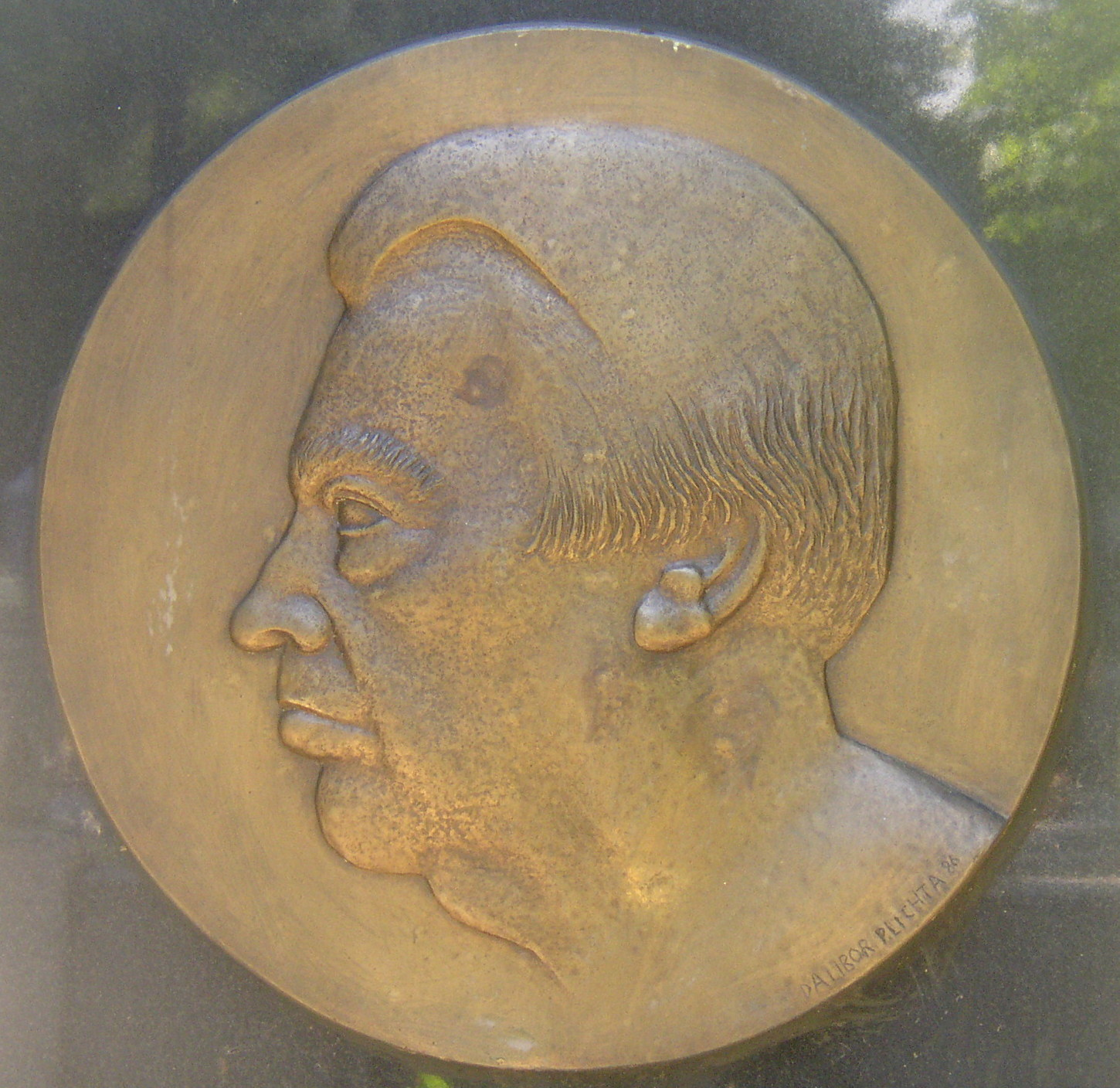
Plaketa na Seifertově hrobě

Jaroslav Seifert (23. září 1901 Žižkov – 10. ledna 1986 Praha) byl český básník, spisovatel, novinář a překladatel. Patřil mezi členy hnutí Devětsil, stál na počátku českého uměleckého směru poetismu. Je jediným českým nositelem Nobelovy ceny za literaturu (10. prosince 1984), kterou získal za „poezii, která svěží smyslovostí a mimořádnou vynalézavostí podává osvobozující obraz lidské nezdolnosti a mnohotvárnosti“. Navzdory komplikovaným vztahům s komunistickou mocí obdržel titul národního umělce. Patřil k prvním signatářům Charty 77.

## Život

### Mládí
Narodil se v rodině bankovního úředníka Antonína Seiferta a jeho manželky Marie, rozené Borutové v dnešní Bořivojově ulici čp. 816/104 (tehdy Riegrově č. 19) na Žižkově, dnes Praha 3, a byl pokřtěn 5. října jako Jaroslav Václav.
Jeho otec, v době narození bankovní úředník, se stal nepříliš úspěšným obchodníkem s obrazy a rámy a později dělníkem. Byl „uvědomělým socialistou“, zatímco matka byla zbožná katolička. Seifert se o tom později vyjádřil: „Tyto protiklady mi také trochu zůstaly – v životě i v poezii.“ Během jeho dětství se rodina několikrát stěhovala po různých, vesměs nuzných podnájmech v rámci Žižkova.
Středoškolská studia si Seifert odbýval nejprve na c. k. vyšším gymnáziu na Žižkově v Kubelíkově ulici (1912–1918), později jako privátní žák gymnázia v Hálkově ulici na Vinohradech (1918–1919). Přestože patřil k bystrým žákům, nedokončil studia kvůli množství neomluvených hodin, které trávil vesměs touláním po Praze, účastí na dělnických demonstracích a horlivou četbou.
Od roku 1919 mu začínaly vycházet první básně v různých časopisech a novinách, například pod patronací Josefa Hory v Právu lidu.

### Angažmá v KSČ a novinářská kariéra
Jeho první básnická sbírka, Město v slzách, byla vydána v roce 1921. V témže roce dvacetiletý Seifert vstoupil do právě založené Komunistické strany Československa (komunistickou stranickou legitimaci tehdy držela řada členů levicové umělecké skupiny Děvětsil) a stal se pravidelným přispěvatelem jejího nově založeného listu Rudé právo, jímž byl až do roku 1929. Krátce také působil v Dělnické neděli, kulturní příloze brněnského komunistického deníku Rovnost. Kromě toho začal pracovat jako redaktor nebo spoluredaktor různých uměleckých a literárních časopisů (od roku 1922 Sršatec, v roce 1927 převzal po S. K. Neumannovi Reflektor a mnoho dalších), v letech 1923–1927 byl zaměstnán v Komunistickém knihkupectví a nakladatelství.
V březnu 1929 byl po V. sjezdu KSČ (spolu se šesti dalšími předními komunistickými spisovateli) vyloučen z komunistické strany, protože podepsal Manifest sedmi (protestní dokument „Spisovatelé komunisté komunistickým dělníkům”) protestující proti bolševizaci v novém gottwaldovském vedení KSČ pod taktovkou stalinské Kominterny. Vypovězen byl též od 30. června 1929 z Komunistického nakladatelství a knihkupectví. Krátce působil jako soudní referent Lidových novin. Od roku 1930 začal pracovat jako kulturní redaktor v sociálnědemokratickém deníku Právo lidu a tentýž rok vstoupil do Československé sociálně demokratické strany dělnické. Navzdory kritice komunistického vedení a událostí v Sovětském svazu přitom básník nadále zůstával názorově ukotven na levé straně názorového spektra. Na jaře 1938 se Seifert také připojil k provolání „Protestujeme!“, jež reagovalo na moskevské procesy.
Za války působil v redakci periodika Národní práce (1939–1945) a po válce v redakci odborářských novin  Práce (redigoval edici Klín). Celkový výčet listů, v nichž Seifert redakčně působil, je velice obsáhlý, viz Slovník české literatury po roce 1945. V roce 1949 Seifert žurnalismu zanechal a začal se věnovat výhradně literatuře.

### Období avantgardy
Ve 20. letech byl Seifert již považován za hlavního představitele československé umělecké avantgardy. Podílel se na vzniku a činnosti skupiny Devětsil, společně s Karlem Teigem redigoval Revoluční sborník Devětsilu (1922) a promýšlel formulace avantgardních manifestů, především pak manifestu poetismu. Podílel se na redakci avantgardních časopisů Disk (1923–1925) a Pásmo (1924–1925), krátce i brněnského orgánu Literární skupiny Host (1924).
Z klubu Devětsilu byl však v roce 1929 rovněž vyloučen a následujících avantgardních experimentů (surrealismus) se již neúčastnil. V poezii pak našel svůj vlastní osobitý hlas, který již rozvíjel poměrně nezávisle na okolním literárním dění.

### Svatba a rodina
Dne 19. ledna 1928 se Jaroslav Seifert oženil na magistrátní úřadovně Praha-Žižkov (občanský sňatek). Jeho manželkou se stala Marie Ulrichová (1899–1988), úřednice zemské správy, dcera jičínského pekaře Antonína Ulricha a Karoliny, rozené Gaberové. Manželé měli dvě děti, dceru Janu (vdaná Plichotová) a syna Jaroslava.

### Válečná a poválečná doba
Během války Seifert pracoval jako redaktor v Národní práci, v této době vydal několik článků vyjadřujících loajalitu k nacistickému režimu, v nichž například odsoudil atentát na Reinharda Heydricha. V roce 1945 však byl obvinění z kolaborace zproštěn. V poválečném Československu se Jaroslav Seifert (stejně jako řada dalších spisovatelů) zapojil do kampaně před volbami v roce 1946. V Právu lidu vystoupil den před hlasováním s textem „Proč jsem sociální demokrat“ a podpořil Československou sociální demokracii. V protiakci na Kulturní obec vznikl nekomunistický, ale levicový Kulturní svaz, který měl blízko k národním socialistům a jehož provolání otisklo Svobodné slovo. Vedle třiašedesáti umělců je podepsal také Jaroslav Seifert. Seifert ale únorovou změnu neodmítl a v anketě Lidových novin „Sto hlasů o národní jednotě“ komentoval komunistické převzetí moci následovně:
Vždycky jsem byl pro jednotu dělnictva, jak bych nevítal, jestliže tak dobrovolně a tak spontánně se vysloví pro jednotu celý národ!
Jaroslav Seifert. (Sto hlasů o národní jednotě. Lidové noviny, 1948, č. 120, 23. května, s. 7.)
Svou poúnorovou tvorbou se vracel ke smrti Edvarda Beneše a Všesokolskému sletu (protirežimně vnímaným událostem podléhajícím cenzuře). Na jaře 1949 odmítl členství ve Svazu československých spisovatelů vzniklému ze Syndikátu českých spisovatelů (jehož byl členem). Na konci roku 1949 odešel do invalidního důchodu, nakladatelství Práce s ním rozvázalo k 1. lednu 1950 redaktorskou i lektorskou smlouvu a Seifert nadále žil jako spisovatel z povolání. Po roce 1949 se začal věnovat výhradně psaní. Nepříznivé přijetí ve stranickém tisku z jara 1950 pro Seiferta nakonec (i přes jeho omluvu za opilecký výrok ve vinárně) znamenalo více než dvouletý publikační zákaz, kdy státní nakladatelství jeho verše nepřijímala a jeho nové básnické texty vycházely pouze v omezeném nákladu, častokrát jako bibliofilie. Až do roku 1955 spolupracoval s představiteli kulturní obce z Frenštátu pod Radhoštěm. V roce 1950 ho postihla těžká choroba pohybového ústrojí, která mu začala soustavnou tvůrčí práci znemožňovat.
Po dílčí liberalizací kulturního života po popravě Rudolfa Slánského a smrti Klementa Gottwalda a zejména pak v čase XX. sjezdu KSSS v roce 1956 nastal Seifertův návrat na oficiální scénu. Předznamenán byl již vydáváním básníkova sebraného (vybraného) díla Šel malíř chudě do světa, které nakladatelství Československý spisovatel vydalo v roce 1953 a pro školní rok 1954–1955 tuto sbírku ÚV ČSM zařadil na seznam knih čtenářské soutěže o Fučíkův odznak. V roce 1954 pak nakladatelství vydalo sbírku Maminka, za kterou obdržel i Státní cenu Klementa Gottwalda. Jeho dříve odmítaná tvorba z let padesátých (např. Píseň o Viktorce z roku 1950) se dočkala reedic. V roce 1966 byl jmenován národním umělcem, v roce 1969 byl zvolen předsedou nově ustaveného Svazu českých spisovatelů, který však fungoval pouhý jeden rok.

### Statečná politická vystoupení v letech 1956 a 1968–1969
Veřejnou autoritu si získal vystoupením na druhém Sjezdu československých spisovatelů v roce 1956, v němž kritizoval dosavadní kulturní politiku režimu vůči nepohodlným autorům (k nimž ostatně sám patřil).
Dne 9. září 1968 vystoupil proti invazi vojsk Varšavské smlouvy a své vystoupení v Československé televizi uzavřel slovy: „Jako jsme si dali na podstavec první tank, který přijel v květnu 1945 do Prahy, tak si vystavíme poslední, který opustí naši vlast.“
Dne 17. ledna 1969, den po protestním sebeupálení Jana Palacha, veřejně vyzval lidi, aby Palachův čin nenásledovali.
V roce 1969 byl oceněn při příležitosti setkání ke 40 letům od smrti Otokara Březiny, kdy obdržel pamětní medaili ke 100. výročí narození Otokara Březiny.

### Období normalizace a Seifertovo stáří
Pro své občanské postoje i veřejnou autoritu patřil Seifert mezi autory, kteří po nástupu tzv. normalizace upadli v nemilost nového režimu a byli nuceni stáhnout se do ústraní. Z jeho děl mohly vycházet pouze ojedinělé reedice, novou tvorbu směl zveřejňovat s výhradami až na konci 70. let, kdy režim vzhledem k jeho popularitě hledal způsoby, jak s oblíbeným básníkem naložit. Dohody, že výměnou za vydávání knih nebude veřejně vystupovat a podepisovat žádné petice, Seifert opakovaně nedodržoval, naopak v prosinci 1976 patřil mezi první signatáře Charty 77. V tomto období jeho díla pravidelně vycházela v samizdatu. Jiří Gruntorád byl za samizdatové šíření Seifertových básní odsouzen ke čtyřem letům odnětí svobody za podvracení republiky, jehož se dopustil šířením hudebních nahrávek a literárních textů, mj. sbírek Jaroslava Seiferta a Bohuslava Reynka. Po propuštění žil další tři roky v režimu tzv. ochranného dohledu, takže mj. nesměl v noci opustit Prahu 2. V samizdatu vyšly například sbírky Býti básníkem, Morový sloup či Všecky krásy světa a lidé je opisovali a dál šířili.
V 70. letech se Seifert spřátelil se slovenským hercem Ladislavem Chudíkem. Jejich vzájemná korespondence (vydaná v knize Tichý dvojhlas) začala dopisem, ve kterém Ladislav Chudík obdivoval Seifertovu poezii, díky které se naučil výborně česky. Do své smrti předčítal Ladislav Chudík každoročně o Vánocích Seifertovy básně.
Celoživotním Seifertovým přítelem byl PhDr. Bohumil Novák, redaktor a literární kritik zaměstnaný v tehdejším Pedagogickém museu ve Valdštejnském paláci. Mimo jiné v roce 1951 uspořádal a věnoval Jaroslavu Seifertovi k padesátinám sborník Pozdrav básníkovi. V rukopisné, do jednoduchých desek svázané, avšak s bibliofilskou péčí zpracované publikaci s výtvarnou a textovou částí se blahopřání a osobní listy jubilantovi střídaly se statěmi a úvahami.

### Nobelova cena a básníkova smrt

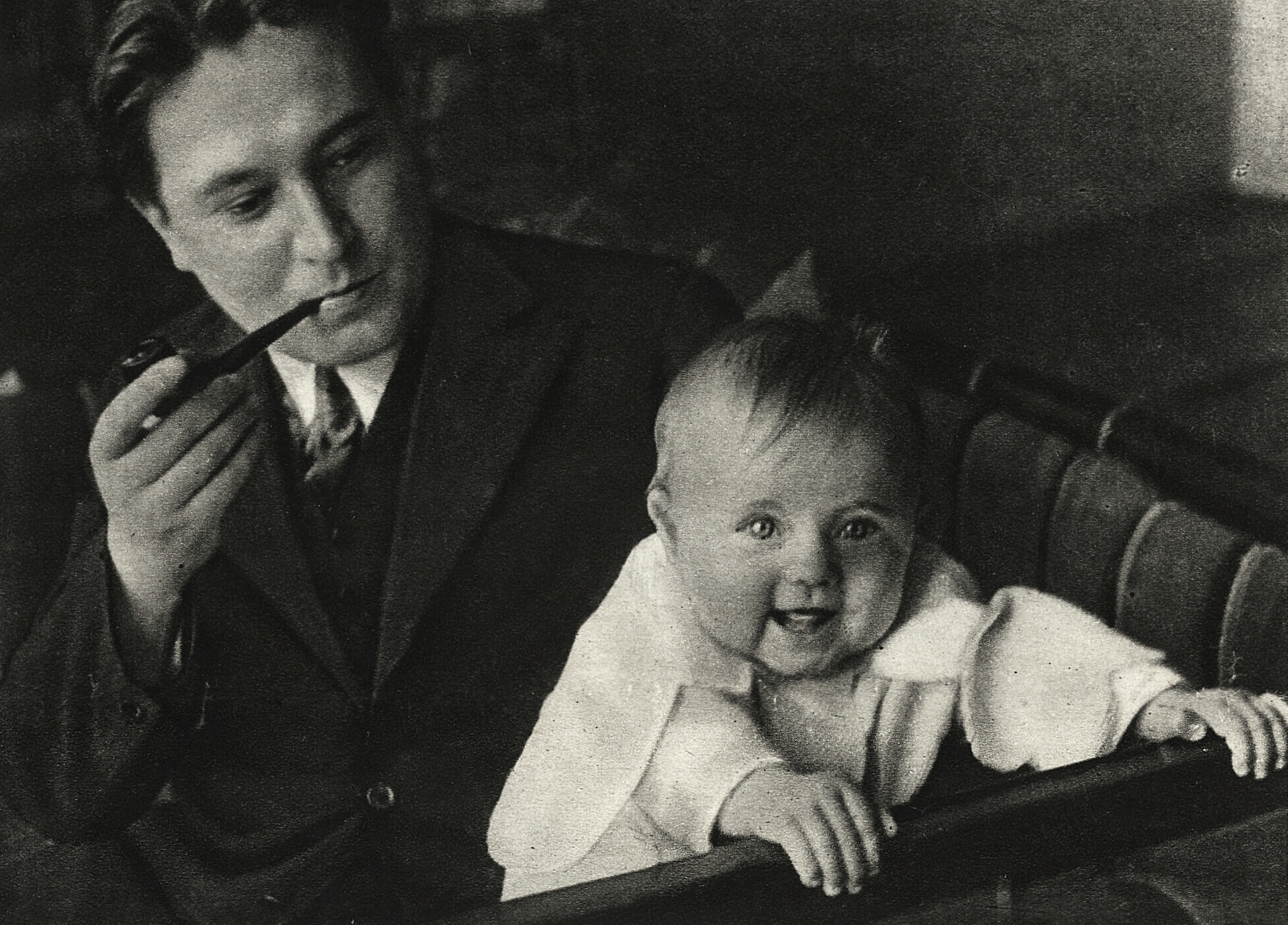
Jaroslav Seifert s dcerou Janou (1931)

V roce 1984 obdržel Jaroslav Seifert Nobelovu cenu za literaturu, kterou však za něj přebírala jeho dcera, a to kvůli básníkově špatnému zdravotnímu stavu. Ačkoli to byla velmi významná událost, ve sdělovacích prostředcích ovládaných tehdejším režimem o tom padla jenom suchá zmínka. Jiřina Šiklová, která do zahraničí zaslala podklady k jednání o Nobelově ceně a rovněž rukopis jeho pamětí Všecky krásy světa, za to byla dokonce soudně stíhána. Fakt udělení nejvýznamnějšího literárního ocenění však režim musel uznat a místo umlčování podnikal posléze pokusy přivlastnit si básníka pro sebe a své propagandistické účely.
Udělení Nobelovy ceny Seifertovi však vyvolalo kritiku i v odborných kruzích, byť ojedinělou. Britský bohemista a slavista Robert Pynsent se svým učitelem Karlem Brušákem a kolegou Davidem Shortem napsali stížnost do britských Times (otištěnou 20. října 1984), že se z Nobelovy ceny stává „cena za průměrnost“ a český autor si ji nezaslouží, protože v jeho díle poslední dobou převažují plačtivé, sebelítostivé verše. „Raného, mladicky komunistického Seiferta ale dál obdivujeme,“ dodali petenti.
Počátkem ledna 1986 Jaroslav Seifert zemřel v nemocnici na pražském Strahově. Pohřeb se státními poctami v Rudolfinu hrozil přerůst v protikomunistickou manifestaci, a proto ministerstvo vnitra z příprav pohřbu vyloučilo rodinu. Církevní rozloučení konané v břevnovském kostele sv. Markéty bylo pod dohledem státní bezpečnosti. Místem posledního spočinutí Jaroslava Seiferta jsou Kralupy nad Vltavou, odkud pocházeli jeho prarodiče z matčiny strany.

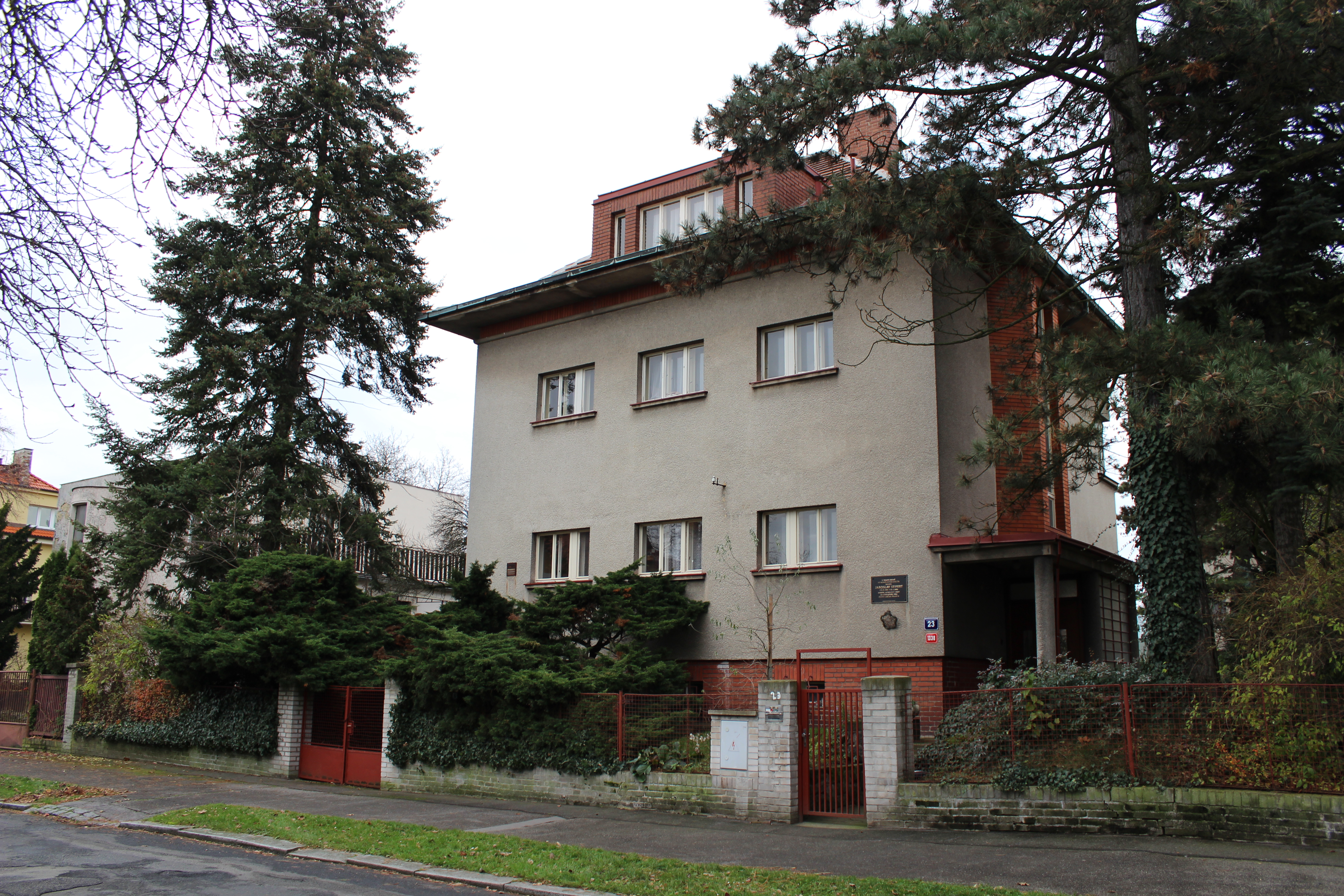
Dům na pražském Břevnově v ulici U Ladronky 23, kde bydlel Jaroslav Seifert od roku 1938 do své smrti

V září 2010 byla na domě v ulici U Ladronky v Praze 6 na Břevnově, kde Jaroslav Seifert od června 1938 žil, odhalena pamětní deska.

## Literární dílo

### Počátky tvorby
- Město v slzách (1921) – V Seifertově prvotině ovlivněné proletářskou poezií a „wolkerovským“ naivismem se objevují představy světa bez bídy a nenávisti a snaha člověka získat šťastnější a lepší život. Ač Seifert na vlastní kůži nepoznal válku na frontě, život chudiny přesto dobře znal ze svého dětství. Tím „městem v slzách“ je právě dělnická Praha a především její chudá předměstí. Motivy kolektivistické provenience, revolučních nálad a odkazů ke komunistickému myšlení básník protkává i řadou odkazů na biblické symboly (Kristovy zázraky, Pannu Marii, stvoření světa apod.). Verše této sbírky jsou záměrně prosté až primitivní, blíží se spádu hovorové řeči; představují jakousi literární obdobu naivního malířství (Henri Rousseau).[30]
- Samá láska (1923) – Tato sbírka patří ještě do proletářské poezie reminiscencemi na barvité prostředí dělnického Žižkova, ale začínají se objevovat už i náznaky a myšlenky, které později rozvinul poetismus. Již nevěnuje tolik pozornosti drastickým sociálním obrazům, ale snaží se rozvinout krásu. Přestává zavrhovat velkoměsto a začíná ho obdivovat. Dochází k zintimnění a poetizaci i u velkých sociálních témat:

„Na ty barikády,

až bude revoluce,

s mou milou půjdeme spolu“

### Období poetismu
- Na vlnách TSF (1925) – (TSF = Télegraphie sans fil – tj. bezdrátová telegrafie.) Tato sbírka velmi ovlivnila vznikající poetismus a platí za jeden z vrcholů tohoto uměleckého směru. Významová stránka veršů je často nesena originální typografickou úpravou Karla Teigeho: jsou zde básně-obrazy, působící nejen slovem, ale i vizuálně; střídají se různé typy písma. Básně jsou zakládány na slovních hříčkách a lyrických anekdotách. Jednotlivé motivy jsou pouze volně spojovány básníkovou fantazií a působením volných asociací, svět je zde hravým, radostným jevištěm lásky. Později (1938) byla sbírka přepracována a vydána pod názvem Svatební cesta.
- Slavík zpívá špatně (1926) – Motivy minulých i tušených budoucích válek vnášejí v této sbírce do Seifertovy hravosti hořkost a vážnější tóny.[9]
- Poštovní holub (1929) – Zde Seifert začíná pomalu opouštět avantgardní hravost a obrací se k svým typickým, intimnějším tématům, jako je láska k ženám, matce a domovu a určitá nostalgie. Sílí pocity melancholie a skepse k možnému revolučnímu řešení sociálních problémů.[9]

### 30. léta
- Jablko s klína (1933) – Prolíná se zde nostalgie vzpomínek spolu s tušenými (ale neprožitými) krásami. Spolu s ostatními sbírkami této doby se zde již jen občas objevuje sociální problematika, verše jsou střídmé, pravidelně stavěné a melodicky zpěvné, Seifert zde definitivně nalézá svou typickou poetiku citlivého vnímání lyrického subjektu, jeho tématy jsou (a nadále zůstanou) krása žen, nostalgie domova a dětství, stesk nad uplývajícím časem, křehké kouzlo vzpomínky.[31]
- Ruce Venušiny (1936)
- Jaro, sbohem (1937) – Návrat Seifertova zájmu k politickým problémům a zájmu o svou zem. Spolu s předcházející sbírkou se zde objevují ohlasy na hospodářskou krizi a nastupující fašismus.

### Válečné období
Události roku 1938 – mobilizace a následně pak Mnichovská dohoda – na Seiferta, stejně jako na většinu českých autorů té doby, velmi silně zapůsobily. Již v roce 1937 publikuje cyklus Osm dní o smrti a pohřbu T. G. Masaryka; po Mnichovu a okupaci se mu poezie stává nástrojem upevňování vlasteneckého vědomí.
- Zhasněte světla (1938) – Reakce na mnichovskou zradu, vydáno s podtitulem Lyrické glosy; Píseň o rodné zemi – rodná země je pro člověka jistotou, myšlenka, že se do ní po smrti vrátí.
- Vějíř Boženy Němcové (1940) – Lidově vlastenecká poezie. Evokuje statečnost české spisovatelky a přirovnává ji k obrazu vlasti.
- Světlem oděná (1940) – Spolu s Kamenným mostem se jedná o protiokupační poezii. Motivy domova, české krajiny a zejména Prahy jsou zdrojem jistoty a útěchy v těžkých protektorátních dobách.
- Kamenný most (1944) – Cyklus pěti romancí a legend zasazených do májové Prahy.
- Přilba hlíny (1945) – Sbírka vzdává dík osvoboditelům a Rudé armádě, raduje se z Pražského povstání a lituje mrtvých na barikádách. Autorova poetika se ve srovnání s předchozím obdobím ještě nijak podstatně neproměňuje.

### Poezie po roce 1945 (poválečné období)
Po roce 1945 Seifert v podstatě pokračuje v své předchozí tvorbě vyznačující se pravidelným veršem, lyrickou zpěvností a tematikou domova, dětství a lásky. V období 50. let se však coby někdejší představitel předválečné avantgardy ocitá v nemilosti vládnoucího režimu. Před tvrdým režimním postihem zachránil Seiferta pravděpodobně pouze zásah dávného přítele Vítězslava Nezvala.
- Ruka a plamen (1948)
- Šel malíř chudě do světa (1949) – Verše inspirované obrázky Mikoláše Alše, oslava české vesnice a české krajiny.
- Píseň o Viktorce (1950) – Tragický osud Viktorky z knihy Babička se prolíná s neméně obtížnými osudy její autorky Boženy Němcové. Ačkoli se jedná o křehké, melancholické verše spíše s útěšným vyzněním, sbírka byla označena za nepřátelskou socialismu a zakázána.
- Maminka (1954) – Sbírka věnovaná vzpomínkám na dětství a především na Seifertovu matku, která dokázala udělat domov krásným, i když byli chudí. Opěvuje zde její prostotu, skromnost a obětavost hraničící se sebezapřením, její láskyplnou přítomnost v kontrastu s prázdnotou, která nastala po její smrti.
- Chlapec a hvězdy: verše k obrazům a obrázkům Josefa Lady (1956). Sbírka melancholická s pohádkovými motivy.

### Proměna poetiky v 60. letech
Po odmlce způsobené těžkou chorobou se Seifert vrací k tvorbě s výrazně změněnou poetikou. Místo rytmické pravidelnosti a rýmů nastoupil volný verš, ubylo poetismů a metafor, výraz je oproštěnější a věcnější, typické seifertovské motivy (dětství, domov, mládí, láska, ženy, Praha) poněkud zdrsněly, jsou nyní viděny skrz „černé zrcadlo smrti“. Objevují se existenciální motivy umírání a utrpení. „Ale pryč s onou básnickou veteší metafor a rýmů“, píše Seifert v často citovaném verši, „život je někdy až mrazivě holý“.
- Koncert na ostrově (1965)
- Odlévání zvonů (1967)
- Halleyova kometa (1967)

### 70.–80. léta
V období tzv. normalizace se Seifert znovu ocitá mimo oficiální literaturu a své verše je nucen publikovat v samizdatu; v oficiálních nakladatelstvích vycházejí až se zpožděním, v omezeném nákladu, po cenzurních zásazích a bez pozornosti kritiky. Vzít básníka na milost musel režim až po udělení Nobelovy ceny za literaturu v roce 1984. Pokračuje jeho tvorba ve volném verši, s výrazem oproštěným téměř až k hranici rytmické prózy. Tematicky zde Seifert především bilancuje svůj život, mnoho veršů věnuje zemřelým přátelům a dávným láskám, mezi něž patří i Praha.
- Morový sloup (1968–1970) – Zakázaná sbírka v roce 1973 vyšla v samizdatu a 1977 v exilu. Hlavním motivem vzpomínkově laděné sbírky je okouzlení lyrického subjektu láskou a krásou ženy. Sbírka však obsahuje i tematiku smrti, pomíjivosti a tematiku hořké reakce na situaci po sovětské okupaci v roce 1968. Teprve v roce 1981 byla sbírka vydána i oficiálně.
- Deštník z Piccadilly (1979)
- Býti básníkem (1983) – Seifertova poslední sbírka je jakousi básnickou rekapitulací jeho života i loučením se světem; dochází k závěru, že jeho život měl smysl, protože miloval a svými verši rozdával radost.

### Paměti
- Hvězdy nad Rajskou zahradou (1929) – Autobiografická skica, ve které se vyznává z toho, jak hluboce ho ovlivnil poetismus, a vzpomíná na své žižkovské dětství.
- Všecky krásy světa (1979) – Prozaická kniha věnovaná jeho beletrizovaným životním vzpomínkám. Skutečnost zde svým osobitým, láskyplným a jemně sebeironickým viděním spíše poetizuje než dokumentárně zachycuje,[9] v krátkých črtách se ohlíží za svými přáteli a všedními i mimořádnými momenty, jimiž do jeho života proudily krása a poezie. Kniha je rozdělena do čtyř víceméně chronologicky navazujících částí: „Co všecko zavál sníh“ (obsahuje především vzpomínky na žižkovské dětství); „Eós, bohyně ranních červánků“ (básnické začátky, mládí a období prvních lásek); „Uprostřed života“ (vzpomínky válečné a poválečné) a „Obloha plná havranů“ (bilancování života, stáří a úvahy o smrti). Poprvé kniha vyšla v roce 1981 v exilovém nakladatelství ’68 Publishers, o rok později byla publikována zcenzurovaná verze v Československém spisovateli.[34] Kompletní necenzurované vydání vyšlo až v roce 1999 (ISBN 80-85876-83-3).

### Překlady
Jako překladatel Seifert převedl do češtiny mj. básně Paula Verlaina, Alexandra Bloka nebo Guillauma Apollinaira a rovněž biblickou Píseň písní.

### Soukromé tisky
Kromě linie „velkých“ básnických sbírek publikoval Seifert řadu soukromých tisků a bibliofilií. Zde je uvedeno jen několik, více viz online ve Slovníku české literatury po roce 1945 nebo v Databázi Národní knihovny ČR.
- Slezská píseň (1932, soukromý tisk)
- Hrst loňského sněhu (1932, bibliofilie)
- Podzim v Čechách (1937, bibliofilie)
- Devět rondeaux (1945, úvodní ilustrace Karla Svolinského).
- Dokud nám neprší na rakev (1947, ilustroval Václav Plátek)
- Suknice andělů (1947)
- Frenštátská koleda (1949, soukromý tisk)
- Pozdrav Františku Halasovi (1949, bibliofilie)
- Sníh na střechách (1950, soukromý tisk)

Na tvorbě bibliofilií spolupracoval Jaroslav Seifert často s Otou Janečkem, například pro Spolek českých bibliofilů vedený prof. Františkem Dvořákem.

### Sebrané spisy a další edice
Pokusy o vydání Seifertových sebraných spisů byly podnikány od 50. let. Spisy řízené Seifertovým přítelem a rovněž básníkem A. M. Píšou vycházely v letech 1953–1970, vydáno bylo prvních sedm svazků. První kompletní a kritické vydání Seifertova díla je postupně přinášeno až od roku 2001 v edici Dílo Jaroslava Seiferta v nakladatelství Akropolis. Do 16 svazků rozdělené dílo řídí literární historik Jiří Brabec, jeho dokončení bylo plánováno na rok 2016.
Kromě toho vycházely Seifertovy básně v mnoha výborech aj., například:
- Básně (1929) – básníkem uspořádaný výbor; portrét nakreslil Rudolf Kremlička; vyšlo v nákladu 1200 výtisků, z nichž prvních sto číslovaných výtisků, básníkem a malířem podepsaných, je na ručním losinském papíru
- Jabloň se strunami pavučin (1943) – ilustroval Karel Svolinský
- Ty, lásko, pozdravena buď (1955, ed. A. M. Píša)
- Zpěvy o Praze (1968, ed. A. M. Píša)
- Větvička jívy (1982, ed. Bohumil Novák, obsahuje také dosud netištěné básně; 11 suchými jehlami, které vytiskl Pavel Dřímal, doprovodil Ota Janeček; 51 neprodejných číslovaných výtisků a 30 autorských čísl. výtisků
- Čas plný písní (1990, ed. Rudolf Havel; ISBN 80-207-0140-0)
- Vrtbovská zahrada (2006, fotografická publikace Lady Panchártkové doprovázená básní J. Seiferta „Kvetoucí Praha“ a úryvkem z básně Jaroslava Vrchlického; ISBN 80-239-7626-5)

## Ocenění
- 1936 – Státní cena za literaturu (za sbírku Ruce Venušiny)[36]
- 1955 – Státní cena Klementa Gottwalda (za sbírku Maminka)[37]
- 1966 – titul Národní umělec[36]
- 1968 – Státní cena Klementa Gottwalda (za sbírky Koncert na ostrově, Halleyova kometa a Odlévání zvonů)[38]
- 1984 – Nobelova cena za literaturu

## Posmrtné připomínky
- Pamětní desky jsou umístěny na Seifertově rodném domě v žižkovské Bořivojově ulici[39] a na škole, kterou navštěvoval (Vlkova ulice, s portrétním reliéfem)
- Ulice Seifertova (případně Jaroslava Seiferta) je na Žižkově a v dalších českých městech
- Pomníky Jaroslava Seiferta stojí v Kralupech nad Vltavou (autor Stanislav Hanzík) a v pražské Seifertově ulici (autor Jaroslav Roith)[40]

## Zhudebňování Seifertových básní
Mnoho umělců Seifertovy básně rovněž zhudebnilo, mj. Jaroslav Ježek, Karel Plíhal nebo Vladimír Veit.
Písničkář Miroslav Paleček zhudebnil a nazpíval v roce 2020 CD Písně domova – Pocta Jaroslavu Seifertovi. Album obsahuje 17 zhudebněných básní („Hora Říp“, „Mateřídouška“, „Petrolejová lampa“, „U pražské Lorety“, „Ukolébavka“, „Až jednou“, „Píseň o lásce“ …)